# Zuzanna Cembrowska
Zuzanna Cembrowska (ur. 11 maja 1940 w Warszawie, zm. 26 maja 2012 w San Marcos) – polska modelka, Miss Polonia 1958, finalistka Miss Universe 1959 (14. miejsce), tancerka Operetki Warszawskiej.

## Życiorys
Była córką Mariana i Romany Cembrowskich. W Bytomiu, w latach 1950–1951, za namową swojego wuja - dawnego tancerza Opery Śląskie, uczęszczała na komplety baletowe przy Operze Śląskiej. Tam też ukończyła IV klasę szkoły podstawowej przy pl.Klasztornym i stawiała pierwsze kroki w swojej baletowej karierze pod okiem p. prof. Lukas. W szkole średniej uczyła się baletu i występowała wraz z grupą taneczną między innymi w Paryżu. Pracowała również jako modelka.
6 września 1958 na odbywającej się w hali Torwar gali otrzymała tytuł Miss Polonia, a rok później reprezentowała Polskę na konkursie Miss Universe w Long Beach w Kalifornii. Po konkursie nie wróciła już do kraju i kontynuowała karierę modelingową w Stanach Zjednoczonych, gdzie mieszkała jej ciotka. Podpisała roczny kontrakt reklamowy z Maxem Factorem, który był jednym z jurorów Miss Universe, a w 1961 zagrała epizodyczną rolę w filmie The Phantom Planet. Przez kilka lat była wspólniczką w Vintage Jewelry Store w Santa Monica, po czym przeprowadziła się do San Marcos, gdzie sprzedawała biżuterię w Escondido Antique Village.
4 lutego 1961 w Los Angeles poślubiła Richarda Ogdena, z którym rozwiodła się w styczniu 1968. Z małżeństwa pochodził syn, który zmarł w wieku 14 lat po wypadku na deskorolce.